# Summit High School (New Jersey)
Summit High School je střední škola ve městě Summit v americkém státě New Jersey. Vznikla v roce 1888 a ve školním roce 2010–2011 sem docházelo 1 024 žáků. Mezi absolventy školy patří například programátor Dennis Ritchie nebo baseballista Willie Wilson.